# Fonds voor de Scheppende Toonkunst
Het Fonds voor de Scheppende Toonkunst (FST) was een Nederlandse stichting gefinancierd door het Ministerie van Onderwijs, Cultuur en Wetenschappen. Op 1 november 2007 is het FST gefuseerd met het Fonds voor Podiumprogrammering en Marketing (FPPM) en het Fonds voor Amateurkunst en Podiumkunsten (FAPK) tot het het nieuwe Nederlands Fonds voor Podiumkunsten+, het latere Fonds Podiumkunsten.
Het doel van het FST was het bevorderen van de totstandkoming van nieuwe composities op het gebied van de klassieke muziek en jazz/ geïmproviseerde muziek. Het FST deed dit door het toekennen van subsidies aan individuele componisten die in Nederland werkzaam zijn. Er waren verschillende vormen van subsidies: compositieopdrachten, honorering achteraf, stipendia en meerjarige honoreringen. Voor al deze vormen van subsidiëring bestonden er verschillende regelingen.
Het bestuur van de FST liet zich adviseren door twee commissies die de subsidieaanvragen onafhankelijk van elkaar beoordeelden, waarbij het eerdere werk van de componist door of voor wie een aanvraag werd ingediend een belangrijke rol speelde. Beide commissies bestonden uit een componist, een uitvoerend musicus en een derde persoon met een brede deskundigheid op het gebied van muziek. De samenstelling van de commissies wisselde jaarlijks per 1 september. 